# رفیع مددکار
رفیع مددکار (زاده ۱۳۱۴ - بندر انزلی) بازیگر سینما اهل ایران بوده‌است.

## بازیگر
- دلباخته (۱۳۷۸)
- لانه عقاب‌ها (۱۳۷۸)
- یاغی (۱۳۷۶)
- عقرب (۱۳۷۵)
- نابخشوده (۱۳۷۵)
- دام (۱۳۷۴)
- گروگان (۱۳۷۴)
- هفت گذرگاه (۱۳۷۴)
- نیش (۱۳۷۳)
- دو روی سکه (۱۳۷۱)
- قافله (۱۳۷۱)
- آقای بخشدار (۱۳۷۰)
- بهترین بابای دنیا (۱۳۷۰)
- آقای لر به شهر می‌رود (۱۳۵۶)
- صبح خاکستر (۱۳۵۶)
- عشق و خشونت (۱۳۵۶)
- نان و نمک (۱۳۵۶)
- یکی خوش صدا یکی خوش دست (۱۳۵۶)
- بی‌نشان (۱۳۵۵)
- غرور و تعصب (۱۳۵۵)
- پلنگ در شب (۱۳۵۴)
- تعصب (۱۳۵۴)
- چشمان بسته (۱۳۵۴)
- دزد سوم (۱۳۵۴)
- دو آقای با شخصیت (۱۳۵۴)
- عمو فوتبالی (۱۳۵۴)
- ممل آمریکایی (۱۳۵۴)
- هدف (۱۳۵۴)
- آب توبه (۱۳۵۳)
- ترکمن (۱۳۵۳)
- صلات ظهر (۱۳۵۳)
- ماجراجویان خشن (۱۳۵۳)
- مرد شب (۱۳۵۳)
- مهدی فرنگی (۱۳۵۳)
- مواظب کلات باش (۱۳۵۳)
- ناجورها (۱۳۵۳)
- بدکاران (۱۳۵۲)
- تیغ آفتاب (۱۳۵۲)
- حسن دینامیت (۱۳۵۱)
- خاطرخواه (۱۳۵۱)
- ستارخان (۱۳۵۱)
- مرد اجاره‌ای (۱۳۵۱)
- ملا ممد جان (۱۳۵۰)
- میعادگاه خشم (۱۳۵۰)
- میلیونر فراری (۱۳۴۵)
- هاشم‌خان (۱۳۴۵)
- سرسام (۱۳۴۴)
- نبرد غول‌ها (۱۳۴۴)
- جاهل‌ها و ژیگول‌ها (۱۳۴۳)

## تلویزیون
- مستنطق (مجموعه تلویزیونی)
- خانه در آتش (مجموعه تلویزیونی)